# 세리에 B
세리에 B(이탈리아어: Serie B ˈsɛːrje ˈbi[*])는 협찬사의 명칭을 따 세리에 BKT(Serie BKT)로 명명된 이탈리아 축구 리그 중 세리에 A에 이어 두 번째로 높은 이탈리아 리그이다. 이 리그는 1929-30 시즌을 기점으로 90년 넘게 존속되었다. 이 리그는 레가 칼초가 2010년까지 주관하였고, 2010-11 시즌을 기점으로 레가 세리에 B가 조직한다. 리그 별칭은 연하자 선수권(campionato cadetto 혹은 cadetteria)이다.

## 역사
이탈리아의 연하 선수권 대회는 1904년에 출범했는데, 이는 FIGC의 주요 대회 출범 7년 만에 일어난 일이었다. 출범 당시의 명칭은 세콘다 카테고리아로 이 리그에는 군읍 규모 자치 단체의 1군이나 주요 도시의 2군 선수단이 참가했다. 이 리그에서 1군이 우승할 경우 프리마 카테고리아 승격을 이룩할 수 있었는데, 그에 따라 리그 규모를 확대시킬 수 있었다: 이 영예를 처음으로 안은 최초의 구단은 1907년의 프로 베르첼리였고, 1908년에는 작은 방패까지도 따냈다. FIGC는 반대급부로 강등제도 도입을 시도했지만, 개편 시도는 1921년 북부 리그의 CCI 분리주의자가 도입하는데 그쳤고, 북부 리그는 1부와 2부 리그로 나뉘었다: 최초로 강등된 구단은 비첸차와 인테르였는데, FIGC의 재통합 이후에 규정 변경으로 베네치아가 밀라노 연고 구단 대신에 강등되었다. 같은 리그 소속이어도, 1부 리그와 대조되게, 2부 리그는 지역 단위, 혹은 연고에 따라 편성되었다.
1928년이 되어서야 FIGC의 레안드로 아르피나티 회장이 대개혁을 단행했다: 그 이듬해, 전국 단위의 2부 리그가 1부 리그와 동일한 형태로 새로이 출범했다. 세리에 B는 1929년에 18개 구단이 참가하는 리그로 출범해 제2차 세계 대전기까지 계속되었는데, 이 시기에 다시 전쟁의 여파로 북부와 남부 리그로 쪼개졌었다. 전국 리그는 1948년에 재개되어 20세기 후반기의 대부분 기간에 20개 구단이 참가하는 리그로 진행되었다. 2003-04 시즌, 단 1년 동안 24개 구단이 리그에 참가했는데, 이는 이탈리아 리그 역사상 역대 최다 구단 참가 기록이었다. 2004년 이후로, 22개 구단이 참가하는 리그로 개편되어 플레이오프전도 새로이 도입되었다.
세리에 A가 세리에 B와 분리되어 세리에 A와 세리에 B 사무국으로 각각 2010년 7월 7일에 재조직되었다. 리그는 2010-11 시즌과 2011-12 시즌 협찬사로 브윈과 계약을 맺으면서 세리에 B TIM에서 세리에 브윈으로 개칭되었다. 그 후, 리그명은 협찬사의 변경으로 세리에 B 콘테가 되었다.
세리에 B가 최저점인 구단은 이탈리아에 5개 구단이 있는데, 그 구단들은 토리노, 유벤투스, 밀란, 로마, 그리고 라치오였다.

## 리그 진행 방식

### 형식
정규 시즌에 각 구단은 서로 2경기씩 치르며(2회 리그전 방식), 한 번은 안방에서 치르고 다른 한 경기는 상대 안방으로 원정을 가서 치르며, 총 38번의 경기를 치른다. 전반기 경기(andata)와 후반기 경기(ritorno)는 맞대결을 펼치는 선수가 동일하다. 경기에서 승리하면 승점을 3점, 무승부를 거두면 1점을 얻을 수 있지만, 패하면은 승점을 추가할 수 없다.
2006-07 시즌부터 2019-20 시즌까지 세리에 B를 우승하면 승리의 날개 트로피(Ali della Vittoria)를 들어올릴 수 있었다. 이 우승컵은 63cm 높이에 질량이 5kg이다. 트로피의 형태는 그리스 신화의 승리의 여신 니케로부터 영감을 받아, 올림픽 성화를 받든 형태와 유사했다. 2021-22 시즌을 기점으로, 결합의 컵(Coppa Nexus)을 받기 시작했다.
다음은 세리에 B의 시기별 역대 참가 구단의 변천사이다:
- 18개 구단: 1929–1933
- 26개 구단 (2개조로 나뉘어): 1933–1934
- 32개 구단 (2개조로 나뉘어): 1934–1935
- 18개 구단: 1935–1936
- 16개 구단: 1936–1937
- 17개 구단: 1937–1938
- 18개 구단: 1938–1943
- 60개 구단 (3개조로 나뉘어): 1946–1947
- 54개 구단 (3개조로 나뉘어): 1947–1948
- 22개 구단: 1948–1950
- 21개 구단: 1950–1951
- 22개 구단: 1951–1952
- 18개 구단: 1952–1958
- 20개 구단: 1958–1967
- 21개 구단: 1967–1968
- 20개 구단: 1968–2003
- 24개 구단: 2003–2004
- 22개 구단: 2004–2018
- 19개 구단: 2018–2019
- 20개 구단: 2019–현재

### 승격과 강등
매 시즌이 끝나고, 상위 3개 구단이 세리에 A로 승격되었고, 반대로 하위 4개 구단은 세리에 C로 강등되었다. 상위 2개 구단은 승격으로 직행하며, 3위 구단도 4위 구단과의 격차가 승점 10점 이상이 나면 승격 직행이 가능했지만, 그 외의 경우에는 최종 승격 구단을 가리기 위해 플레이오프전을 치렀다.
2013-14 시즌을 기점으로, 2개에서 6개 구단이 14점 이하의 "플레이오프점 격차"보다 치열한 승부가 벌어지면, 3위 구단은 플레이오프전에 참가해야 했다. 새 플레이오프전 형식 변경에 따라 최대 3개 경기까지 치러야 했다. 결선은 두 차례 맞대결로 진행되며, 준플레이오프전은 상위 구단의 안방에서 벌어지는 단판 승부였다. 정규 시간에 동점으로 끝나면(1-2경기 남은 경우) 연장전을 치렀다. 연장전이 지나고도 양 측이 팽팽히 맞선다면, 상위 순위를 기록한 구단이 다음 경기를 치르게 되었다.
강등권에는 하위 3개 구단(18위, 19위, 그리고 20위) 자동으로 세리에 C로 강등되었다. 16위 구단은 17위 구단과 승점 5점 이상 차이가 난다면 17위 구단은 세리에 C로 강등될 나머지 한 구단이 되었고, 승점차가 적다면 강등 플레이아웃전으로 강등될 나머지 한 구단을 가렸다.
플레이아웃전은 16위와 17위 구단이 2차례 맞대결을 펼치는데 16위를 기록한 구단이 2차전에서 안방을 사용했다. 합계 점수에서 앞서는 구단이 세리에 B에 남았고, 패하면 세리에 C로 강등되는 마지막 구단으로 남았다. 2차전을 치르고도 합계에서 동률이면, 16위 구단이 잔류하며 17위 구단이 강등되었고, 두 구단이 승점이 동일한 경우 연장전과 승부차기로 승부를 가렸다.

## 구단

### 2023-2024 시즌 참가 구단
| 구단       | 연고지            | 경기장                 | 수용 인원 | 전 시즌 성적                 |
| ---------- | ----------------- | ---------------------- | --------- | ---------------------------- |
| 아스콜리   | 아스콜리 피체노   | 치노 에 릴로 델 두카   | 12,461    | 6위                          |
| 바리       | 바리              | 산 니콜라              | 58,270    | 세리에 C C조 우승            |
| 베네벤토   | 베네벤토          | 치로 비고리토          | 16,867    | 7위                          |
| 브레시아   | 브레시아          | 마리오 리가몬티        | 19,500    | 5위                          |
| 칼리아리   | 칼리아리          | 우니폴 도무스          | 16,416    | 세리에 A 18위                |
| 치타델라   | 치타델라 (파두아) | 피에르 체사레 톰볼라토 | 7,623     | 11위                         |
| 코모       | 코모              | 주세페 시니갈리아      | 13,602    | 13위                         |
| 콘센차     | 콘센차            | 산 비토-지지 마룰라    | 24,209    | 16위 (플레이오프 승자)       |
| 프로시노네 | 프로시노네        | 베니토 스티르페        | 16,227    | 9위                          |
| 제노아     | 제노바            | 루이지 페라리스        | 36,599    | 세리에 A 19위                |
| 모데나     | 모데나            | 알베르토 브랄리아      | 21,092    | 세리에 C B조 1위             |
| 팔레르모   | 팔레르모          | 렌초 바르베라          | 36,365    | 세리에 C (플레이오프전 승자) |
| 파르마     | 파르마            | 에니오 타르디니        | 27,906    | 12위                         |
| 페루자     | 페루자            | 레나토 쿠리            | 23,625    | 8위                          |
| 피사       | 피사              | 아레나 가리발디        | 25,000    | 3위                          |
| 레지나     | 레조 칼라브리아   | 오레스테 그라닐로      | 27,543    | 14위                         |
| SPAL       | 페라라            | 파올로 마차            | 16,134    | 15위                         |
| 쥐트티롤   | 볼차노            | 드루소                 | 5,539     | 세리에 C A조 1위             |
| 테르나나   | 테르니            | 리베로 리베라티        | 22,000    | 10위                         |
| 베네치아   | 베네치아          | 피엘루이지 펜초        | 11,150    | 세리에 A 20위                |

### 세리에 B 참가 시즌 수
다음은 1929-30 시즌부터 2022-23 시즌까지 90번의 세리에 B 시즌에 참가한 141개 구단의 목록이다.
굵은 글씨로 표시된 구단은 2022-23 시즌에 세리에 B 무대에 참가한다. 기울인 글씨로 된 구단은 현재 해단된 구단들이다. 괄호 안의 연도는 가장 최근에 참가한 세리에 B 시즌을 나타낸다.
- 64시즌: 브레시아 (2023)
- 53시즌: 엘라스 베로나 (2019)
- 51시즌: 모데나 (2023)
- 47시즌: 바리 (2023)
- 45시즌: 팔레르모 (2023)
- 40시즌: 몬차 (2022)
- 39시즌: 페스카라 (2021)
- 38시즌: 파도바 (2019), 베네치아 (2023)
- 37시즌: 비첸차 (2022)
- 36시즌: 코모 (2023), 피사 (2023)
- 34시즌: 카타니아 (2015), 제노아 (2023), 노바라 (2018), 레자나 (2021)
- 32시즌: 체세나 (2018), 메시나 (2008)
- 31시즌: 크레모네세 (2022), 타란토 (1993)
- 30시즌: 칼리아리 (2023), 살레르니타나 (2021)
- 29시즌: 레체 (2022), 파르마 (2023), 페루자 (2023), 테르나나 (2023)
- 28시즌: 아탈란타 (2011), 카탄차로 (2006)
- 27시즌: 리보르노 (2020), 스페치아 (2020)
- 26시즌: 아스콜리 (2023)
- 25시즌: 포자 (2019), 레지나 (2023)
- 24시즌: 콘센차 (2023), SPAL (2023)
- 22시즌: 엠폴리 (2021), 트리에스티나 (2011)
- 21시즌: 알레산드리아 (2022), 안코나 (2010), 삼베네데테세 (1989), 바레세 (2015)
- 19시즌: 아벨리노 (2018), 루케세 (1999), 피스토이에세 (2002)
- 18시즌: 피아첸차 (2011), 우디네세 (1995)
- 16시즌: 치타델라 (2023), 아레초 (2007), 삼프도리아 (2012),[6] 트레비소 (2009)
- 15시즌: 크로토네 (2022)
- 14시즌: 레냐노 (1957), 만토바 (2010)
- 13시즌: 프로 파트리아 (1966), 프로 베르첼리 (2018), 시에나 (2014)
- 12시즌: 볼로냐 (2015), 판풀라 (1954), 프로시노네 (2023), 나폴리 (2007), 토리노 (2012)
- 11시즌: 라치오 (1988), 레코 (1973), 비제바노 (1948)
- 10시즌: 키에보 베로나 (2021), 마르초토 (1961), 프라토 (1964)
- 9시즌: 알비노레페 (2012), 리미니 (2009)
- 7시즌: 라베나 (2001), 시라쿠사 (1953)
- 6시즌: 브린디시 (1976), 피델리스 안드리아 (1999), 그로세토 (2013), 세레뇨 (1935), 비아레조 (1948), 비르투스 엔텔라 (2021)
- 5시즌: 베네벤토 (2023), 캄포바소 (1987), 카르피 (2019), 피오렌티나 (2004), 유베 스타비아 (2020), 포텐차 (1968), 사수올로 (2013), 사보나 (1967), 트라파니 (2020)
- 4시즌: 발레타 (1991), 카살레 (1947), 라티나 (2017), 몬팔코네 (1933), 파비아 (1955), 프로 세스토 (1950), 비르투스 란차노 (2016)
- 3시즌: 카베세 (1984), 데르토나 (1935), 그리온 폴라 (1935), 라킬라 (1937), 노체리나 (2012), 피옴비노 (1954), 포르데노네 (2022), 산레메세 (1940), 사보이아 (2000)
- 2시즌: 아치레알레 (1995), 비엘레세 (1947), 카라레세 (1948), 카세르타나 (1992), 카스텔 디 상그로 (1998), 크레마 (1948), 피우마나 (1942), 갈라라테세 (1948), 구비오 (2012), 리카타 (1990), 밀란 (1983), 프로 고리치아 (1948), 리에티 (1948), 스카파테세 (1948), 수차라 (1948), 트라니 (1965), 보게레세 (1948)
- 1시즌: 알바 트라스테베레|알바 트라스테베레 (1947), 알차노 비레시트 (2000), 아르세날레 타란토 (1947), 볼차노 (1948), 첸테세 (1948), 페르마나 (2000), 폴리 (1947), 갈리폴리 (2010), 유벤투스 (2007), 마체라테세 (1941), 마젠타 (1948), 마세세 (1971), MATER (1943), 마테라 (1980), 메스트리나 (1947), 몰리넬라 (1940), 포르토그루아로 (2011), 로마 (1952), 세스트레세 (1947), 소렌토 (1972), 쥐트티롤 (2023), 비타 노바 (1948)

### 세리에 B-C 북부 이탈리아 전후 선수권
이 선수권은 지리적으로 이탈리아 북부를 연고로 한 구단들로 구성되어 있으며, 세리에 B와 세리에 C 상위권 구단들이 참가했다. 이탈리아 남부는 1945-46 시즌에 디비시오네 나치오날레]]에 참가했다. 그에 따라, 이 시즌 기록은 통계에 포함되지 않는다.
- 알레산드리아 – 알레산드리아
- 아우소니아 스페치아 - 라 스페치아
- 비엘레세 – 비엘라
- 카살레 – 카살레 몬페라토
- 체세나 – 체세나
- 코모 – 코모
- 크레마 – 크레마
- 크레모네세 – 크레모나
- 쿠네오 – 쿠네오
- 판풀라 – 로디
- 폴리 – 폴리
- 갈라라테세 – 갈라라테
- 레코 – 레코
- 레냐노 – 레냐노
- 만토바 – 만토바
- 노바라 – 노바라
- 파도바 – 파도바
- 파니갈레 – 볼로냐
- 파르마 – 파르마
- 피아첸차 – 피아첸차
- 프로 고리치아 – 고리치아
- 프로 파트리아 – 부스토 아르시초
- 프로 세스토 – 세스토 산 조바니
- 프로 베르첼리 – 베르첼리
- 레자나 – 레조 에밀리아
- 사보나 – 사보나
- 세레뇨 – 세레뇨
- 세스트레세 – [[제노바]
- SPAL – 페라라
- 수차라 – 수차라
- 트렌토 – 트렌토
- 트레비소 – 트레비소
- 우디네세 – 우디네
- 엘라스 베로나 – 베로나
- 비제바노 – 비제바노
- 보게레세 – 보게라

## 우승 및 승격 구단 목록
| 시즌    | 우승             | 준우승         | 기타 승격 구단                          |
| ------- | ---------------- | -------------- | --------------------------------------- |
| 1929–30 | 카살레           | 레냐노         |                                         |
| 1930–31 | 피오렌티나       | 바리           |                                         |
| 1931–32 | 팔레르모         | 파도바         |                                         |
| 1932–33 | 리보르노         | 브레시아       |                                         |
| 1933–34 | 삼피에르다레네세 | 바리a          |                                         |
| 1934–35 | 제노아           | 바리           |                                         |
| 1935–36 | 루케세           | 노바라         |                                         |
| 1936–37 | 리보르노         | 아탈란타       |                                         |
| 1937–38 | 모데나b          | 노바라b        |                                         |
| 1938–39 | 피오렌티나       | 베네치아       |                                         |
| 1939–40 | 아탈란타         | 리보르노       |                                         |
| 1940–41 | 삼피에르다레네세 | 모데나         |                                         |
| 1941–42 | 바리             | 비첸차         |                                         |
| 1942–43 | 모데나           | 브레시아       |                                         |
| 1945–46 | 알레산드리아     | 프로 파트리아a | 나폴리                                  |
| 1946–47 | 북부 우승        | 중부 우승      | 남부 우승                               |
| 1946–47 | 프로 파트리아    | 루케세         | 살레르니타나                            |
| 1947–48 | 노바라           | 파도바         | 팔레르모                                |
| 1947–48 | 우승             | 준우승         | 기타 승격 구단                          |
| 1948–49 | 코모             | 베네치아       |                                         |
| 1949–50 | 나폴리           | 우디네세       |                                         |
| 1950–51 | SPAL             | 레냐노         |                                         |
| 1951–52 | 로마             | 브레시아a      |                                         |
| 1952–53 | 제노아           | 레냐노         |                                         |
| 1953–54 | 카타니아         | 프로 파트리아  |                                         |
| 1954–55 | 비첸차           | 파도바         |                                         |
| 1955–56 | 우디네세         | 팔레르모       |                                         |
| 1956–57 | 엘라스 베로나    | 알레산드리아   |                                         |
| 1957–58 | 트리에스티나     | 바리           |                                         |
| 1958–59 | 아탈란타         | 팔레르모       |                                         |
| 1959–60 | 토리노           | 레코           | 카타니아                                |
| 1960–61 | 베네치아         | 만토바         | 팔레르모                                |
| 1961–62 | 제노아           | 나폴리         | 모데나                                  |
| 1962–63 | 메시나           | 바리           | 라치오                                  |
| 1963–64 | 바레세           | 칼리아리       | 포자                                    |
| 1964–65 | 브레시아         | 나폴리         | SPAL                                    |
| 1965–66 | 베네치아         | 레코           | 만토바                                  |
| 1966–67 | 삼프도리아       | 바레세         |                                         |
| 1967–68 | 팔레르모         | 엘라스 베로나  | 피사                                    |
| 1968–69 | 라치오           | 브레시아       | 바리                                    |
| 1969–70 | 바레세           | 포자           | 카타니아                                |
| 1970–71 | 만토바           | 아탈란타       | 카탄차로                                |
| 1971–72 | 테르나나         | 라치오         | 팔레르모                                |
| 1972–73 | 제노아           | 체세나         | 포자                                    |
| 1973–74 | 바레세           | 아스콜리       | 테르나나                                |
| 1974–75 | 페루자           | 코모           | 엘라스 베로나                           |
| 1975–76 | 제노아           | 카탄차로       | 포자                                    |
| 1976–77 | 비첸차           | 아탈란타       | 페스카라                                |
| 1977–78 | 아스콜리         | 카탄차로       | 아벨리노                                |
| 1978–79 | 우디네세         | 칼리아리       | 페스카라                                |
| 1979–80 | 코모             | 피스토이에세   | 브레시아                                |
| 1980–81 | 밀란             | 제노아         | 체세나                                  |
| 1981–82 | 엘라스 베로나    | 피사           | 삼프도리아                              |
| 1982–83 | 밀란             | 라치오         | 카타니아                                |
| 1983–84 | 아탈란타         | 코모           | 크레모네세                              |
| 1984–85 | 피사             | 레체           | 바리                                    |
| 1985–86 | 아스콜리         | 브레시아       | 엠폴리                                  |
| 1986–87 | 페스카라         | 피사           | 체세나                                  |
| 1987–88 | 볼로냐           | 레체           | 라치오, 아탈란타                        |
| 1988–89 | 제노아           | 바리           | 우디네세, 크레모네세                    |
| 1989–90 | 토리노           | 피사           | 칼리아리, 파르마                        |
| 1990–91 | 포자             | 엘라스 베로나  | 크레모네세, 아스콜리                    |
| 1991–92 | 브레시아         | 페스카라       | 안코나, 우디네세                        |
| 1992–93 | 레자나           | 크레모네세     | 피아첸차, 레체                          |
| 1993–94 | 피오렌티나       | 바리           | 브레시아, 파도바                        |
| 1994–95 | 피아첸차         | 우디네세       | 비첸차, 아탈란타                        |
| 1995–96 | 볼로냐           | 엘라스 베로나  | 페루자, 레자나                          |
| 1996–97 | 브레시아         | 엠폴리         | 레체, 바리                              |
| 1997–98 | 살레르니타나     | 베네치아       | 칼리아리, 페루자                        |
| 1998–99 | 엘라스 베로나    | 토리노         | 레지나, 레체                            |
| 1999–00 | 비첸차           | 아탈란타       | 브레시아, 나폴리                        |
| 2000–01 | 토리노           | 피아첸차       | 키에보 베로나, 베네치아                 |
| 2001–02 | 코모             | 모데나         | 레지나, 엠폴리                          |
| 2002–03 | 시에나           | 삼프도리아     | 레체, 안코나                            |
| 2003–04 | 팔레르모         | 칼리아리       | 리보르노, 메시나, 아탈란타, 피오렌티나c |
| 2004–05 | 엠폴리           | 토리노a        | 트레비소, 아스콜리                      |
| 2005–06 | 아탈란타         | 카타니아       | 토리노                                  |
| 2006–07 | 유벤투스         | 나폴리         | 제노아                                  |
| 2007–08 | 키에보 베로나    | 볼로냐         | 레체                                    |
| 2008–09 | 바리             | 파르마         | 리보르노                                |
| 2009–10 | 레체             | 체세나         | 브레시아                                |
| 2010–11 | 아탈란타         | 시에나         | 노바라                                  |
| 2011–12 | 페스카라         | 토리노         | 삼프도리아                              |
| 2012–13 | 사수올로         | 엘라스 베로나  | 리보르노                                |
| 2013–14 | 팔레르모         | 엠폴리         | 체세나                                  |
| 2014–15 | 카르피           | 프로시노네     | 볼로냐                                  |
| 2015–16 | 칼리아리         | 크로토네       | 페스카라                                |
| 2016–17 | SPAL             | 엘라스 베로나  | 베네벤토                                |
| 2017–18 | 엠폴리           | 파르마         | 프로시노네                              |
| 2018–19 | 브레시아         | 레체           | 엘라스 베로나                           |
| 2019–20 | 베네벤토         | 크로토네       | 스페치아                                |
| 2020–21 | 엠폴리           | 살레르니타나   | 베네치아                                |
| 2021–22 | 레체             | 크레모네세     | 몬차                                    |

a 세리에 A 참가 구단 수 감소로 승격되지 못함.
b 모데나와 노바라는 1937-38 시즌에 공동 우승.
c 세리에 A 참가 구단 수가 18개에서 20개로 증가함에 따라 2003-04 시즌에는 6개 구단이 승격.

## 구단 성적

### 구단별 성적
2021-22 시즌 기준'’
| 구단             | 우승 | 준우승 | 우승 연도                          |
| ---------------- | ---- | ------ | ---------------------------------- |
| 제노아           | 6    | 1      | 1935, 1953, 1962, 1973, 1976, 1989 |
| 아탈란타         | 5    | 3      | 1940, 1959, 1984, 2006, 2011       |
| 팔레르모         | 5    | 2      | 1932, 1948, 1968, 2004, 2014       |
| 바리             | 4    | 6      | 1935, 1942, 1946, 2009             |
| 브레시아         | 4    | 6      | 1965, 1992, 1997, 2019             |
| 엘라스 베로나    | 3    | 5      | 1957, 1982, 1999                   |
| 코모             | 3    | 2      | 1949, 1980, 2002                   |
| 토리노           | 3    | 2      | 1960, 1990, 2001                   |
| 바레세           | 3    | 1      | 1964, 1970, 1974                   |
| 비첸차           | 3    | 1      | 1955, 1977, 2000                   |
| 피오렌티나       | 3    | –      | 1931, 1939, 1994                   |
| 노바라           | 3    | 3      | 1927, 1938, 1948                   |
| 엠폴리           | 3    | 1      | 2005, 2018, 2021                   |
| 베네치아         | 2    | 3      | 1961, 1966                         |
| 나폴리           | 2    | 3      | 1946, 1950                         |
| 레체             | 2    | 2      | 2010, 2022                         |
| 페스카라         | 2    | 2      | 1987, 2012                         |
| 우디네세         | 2    | 2      | 1956, 1979                         |
| 아스콜리         | 2    | 1      | 1978, 1986                         |
| 리보르노         | 2    | 1      | 1933, 1937                         |
| 볼로냐           | 2    | 1      | 1988, 1996                         |
| 살레르니타나     | 2    | 1      | 1947, 1998                         |
| 삼피에르다레네세 | 2    | –      | 1934, 1941                         |
| 루케세           | 2    | –      | 1936, 1947                         |
| 밀란             | 2    | –      | 1981, 1983                         |
| SPAL             | 2    | –      | 1951, 2017                         |
| 모데나           | 1    | 4      | 1943                               |
| 피사             | 1    | 4      | 1985                               |
| 칼리아리         | 1    | 3      | 2016                               |
| 파도바           | 1    | 3      | 1948                               |
| 라치오           | 1    | 2      | 1969                               |
| 페루자           | 1    | 2      | 1975                               |
| 프로 파트리아    | 1    | 2      | 1947                               |
| 알레산드리아     | 1    | 1      | 1946                               |
| 카타니아         | 1    | 1      | 1954                               |
| 포자             | 1    | 1      | 1991                               |
| 만토바           | 1    | 1      | 1971                               |
| 피아첸차         | 1    | 1      | 1995                               |
| 레자나           | 1    | 1      | 1993                               |
| 삼프도리아       | 1    | 1      | 1967                               |
| 시에나           | 1    | 1      | 2003                               |
| 테르나나         | 1    | 1      | 1972                               |
| 베네벤토         | 1    | –      | 2020                               |
| 카르피           | 1    | –      | 2015                               |
| 카살레           | 1    | –      | 1930                               |
| 키에보 베로나    | 1    | –      | 2008                               |
| 유벤투스         | 1    | –      | 2007                               |
| 메시나           | 1    | –      | 1963                               |
| 로마             | 1    | –      | 1952                               |
| 사수올로         | 1    | –      | 2013                               |
| 트리에스티나     | 1    | –      | 1958                               |
| 스페치아         | 1    | –      | 1929                               |
| 레냐노           | –    | 4      | –                                  |
| 카탄차로         | –    | 2      | –                                  |
| 체세나           | –    | 2      | –                                  |
| 크레모네세       | –    | 2      | –                                  |
| 크로토네         | –    | 2      | –                                  |
| 레코             | –    | 2      | –                                  |
| 파르마           | –    | 2      | –                                  |
| 프로시노네       | –    | 1      | –                                  |
| 피스토이에세     | –    | 1      | –                                  |
| 트레비소         | –    | 1      | –                                  |

### 자치주별 우승 횟수
2021-22 시즌 기준
| 자치주명                 | 우승 | 우승 구단 (횟수)                                                                          |
| ------------------------ | ---- | ----------------------------------------------------------------------------------------- |
| 롬바르디아               | 20   | 아탈란타 (6), 브레시아 (4), 코모 (3), 바레세 (3), 밀란 (2), 만토바 (1), 프로 파트리아 (1) |
| 토스카나                 | 12   | 엠폴리 (3), 피오렌티나 (3), 리보르노 (2), 루케세 (2), 피사 (1), 시에나 (1)                |
| 베네토                   | 10   | 엘라스 베로나 (3), 비첸차 (3), 베네치아 (2), 키에보 베로나 (1), 파도바 (1)                |
| 리구리아                 | 9    | 제노아 (6), 삼피에르다레네세 (2), 삼프도리아 (1), 스페치아 (1)                            |
| 에밀리아-로마냐          | 9    | 볼로냐 (2), SPAL (2), 카르피 (1), 모데나 (1), 피아첸차 (1), 레자나 (1), 사수올로 (1)      |
| 피에몬테                 | 8    | 토리노 (3), 노바라 (3), 알레산드리아 (1), 카살레 (1), 유벤투스 (1)                        |
| 풀리아                   | 7    | 바리 (4), 레체 (2), 포자 (1)                                                              |
| 시칠리아                 | 7    | 팔레르모 (5), 카타니아 (1), 메시나 (1)                                                    |
| 캄파니아                 | 5    | 살레르니타나 (2), 나폴리 (2), 베네벤토 (1)                                                |
| 프리울리-베네치아 줄리아 | 3    | 우디네세 (2), 트리에스티나 (1)                                                            |
| 아브루초                 | 2    | 페스카라 (2)                                                                              |
| 라치오                   | 2    | 라치오 (1), 로마 (1)                                                                      |
| 마르케                   | 2    | 아스콜리 (2)                                                                              |
| 움브리아                 | 2    | 페루자 (1), 테르나나 (1)                                                                  |
| 사르데냐                 | 1    | 칼리아리 (1)                                                                              |

### 시군별
2021-22 시즌 기준
| 연고지          | 우승 횟수 | 구단 (횟수)                                      |
| --------------- | --------- | ------------------------------------------------ |
| 제노바          | 9         | 제노아 (6), 삼피에르다레네세 (2), 삼프도리아 (1) |
| 베르가모        | 6         | 아탈란타 (6)                                     |
| 팔레르모        | 5         | 팔레르모 (5)                                     |
| 토리노          | 4         | 토리노 (3), 유벤투스 (1)                         |
| 베로나          | 4         | 엘라스 베로나 (3), 키에보 베로나 (1)             |
| 바리            | 4         | 바리 (4)                                         |
| 브레시아        | 4         | 브레시아 (4)                                     |
| 코모            | 3         | 코모 (3)                                         |
| 피렌체          | 3         | 피오렌티나 (3)                                   |
| 바레세          | 3         | 바레세 (3)                                       |
| 비첸차          | 3         | 비첸차 (3)                                       |
| 노바라          | 3         | 노바라 (3)                                       |
| 엠폴리          | 3         | 엠폴리 (3)                                       |
| 아스콜리 피체노 | 2         | 아스콜리 (2)                                     |
| 볼로냐          | 2         | 볼로냐 (2)                                       |
| 페라라          | 2         | SPAL (2)                                         |
| 레체            | 2         | 레체 (2)                                         |
| 리보르노        | 2         | 리보르노 (2)                                     |
| 루카            | 2         | 루케세 (2)                                       |
| 밀라노          | 2         | 밀란 (2)                                         |
| 나폴리          | 2         | 나폴리 (2)                                       |
| 페스카라        | 2         | 페스카라 (2)                                     |
| 로마            | 2         | 라치오 (1), 로마 (1)                             |
| 살레르노        | 2         | 살레르니타나 (2)                                 |
| 우디네          | 2         | 우디네세 (2)                                     |
| 베네치아        | 2         | 베네치아 (2)                                     |
| 알레산드리아    | 1         | 알레산드리아 (1)                                 |
| 베네벤토        | 1         | 베네벤토 (1)                                     |
| 부스토 아르시초 | 1         | 프로 파트리아 (1)                                |
| 칼리아리        | 1         | 칼리아리 (1)                                     |
| 카르피          | 1         | 카르피 (1)                                       |
| 카살레 몬페라토 | 1         | 카살레 (1)                                       |
| 카타니아        | 1         | 카타니아 (1)                                     |
| 포자            | 1         | 포자 (1)                                         |
| 라 스페치아     | 1         | 스페치아 (1)                                     |
| 만토바          | 1         | 만토바 (1)                                       |
| 메시나          | 1         | 메시나 (1)                                       |
| 모데나          | 1         | 모데나 (1)                                       |
| 파도바          | 1         | 파도바 (1)                                       |
| 페루자          | 1         | 페루자 (1)                                       |
| 피아첸차        | 1         | 피아첸차 (1)                                     |
| 피사            | 1         | 피사 (1)                                         |
| 레조 에밀리아   | 1         | 레자나 (1)                                       |
| 사수올로        | 1         | 사수올로 (1)                                     |
| 시에나          | 1         | 시에나 (1)                                       |
| 테르니          | 1         | 테르나나 (1)                                     |
| 트리에스테      | 1         | 트리에스티나 (1)                                 |

### 자치주별 승격 횟수
2021-22 시즌 기준
| 자치주명                 | 승격 횟수 | 승격 구단 (261) |
| ------------------------ | --------- | --- |
| 롬바르디아               | 51        | 아탈란타 (12), 브레시아 (12), 코모 (5), 크레모네세 (5), 바레세 (4), 레냐노 (3), 만토바 (3), 레코 (2), 밀란 (2), 프로 파트리아 (2), 몬차 (1) |
| 베네토                   | 28        | 엘라스 베로나 (10), 베네치아 (6), 비첸차 (5), 파도바 (4), 키에보 베로나 (2), 트레비소 (1)                                                   |
| 에밀리아-로마냐          | 27        | 모데나 (5), 체세나 (5), 볼로냐 (4), 파르마 (3), 피아첸차 (3), SPAL (3), 레자나 (2), 카르피 (1), 사수올로 (1)                                |
| 토스카나                 | 27        | 엠폴리 (7), 리보르노 (6), 피사 (5), 피오렌티나 (4), 루케세 (2), Siena (2), 피스토이에세 (1)                                                 |
| 풀리아                   | 26        | 바리 (11), 레체 (10), 포자 (5) |
| 시칠리아                 | 16        | 팔레르모 (9), 카타니아 (5), 메시나 (2) |
| 리구리아                 | 15        | 제노아 (8), 삼프도리아 (4) 삼피에르다레네세 (2) 스페치아 (1)                                                                                |
| 피에몬테                 | 14        | 토리노 (6), 노바라 (4), 알레산드리아 (2), 카살레 (1), 유벤투스 (1)                                                                          |
| 캄파니아                 | 11        | 나폴리 (5), 살레르니타나 (3), 베네벤토 (2), 아벨리노 (1)                                                                                    |
| 라치오                   | 8         | 라치오 (5), 프로시노네 (2), 로마 (1) |
| 칼라브리아               | 7         | 카탄차로 (3), 레지나 (2), 크로토네 (2) |
| 프리울리-베네치아 줄리아 | 7         | 우디네세 (6), 트리에스티나 (1) |
| 마르케                   | 7         | 아스콜리 (5), 안코나 (2) |
| 아브루초                 | 6         | 페스카라 (6) |
| 사르데냐                 | 6         | 칼리아리 (6) |
| 움브리아                 | 5         | 페루자 (3), 테르나나 (2) |

## 같이 보기
- 이탈리아 축구 리그 시스템
- 이탈리아의 축구단 목록
- 스포츠 리그 관중 수

## 참고
1. ↑  리그는 1943년부터 1945년까지 제2차 세계 대전의 발발로 중단되었고, 1945-46 시즌의 북부 리그는 우승 및 승격 결과가 공식적으로 인정되지만, FIGC의 공식 통계에 산정되어 있지 않다.